# Erzsébet Korb
Erzsébet Korb (Budapest, 22 maggio 1899 – Budapest, 17 ottobre 1925) è stata una pittrice ungherese.

## Biografia
I suoi genitori erano Flóris Korb (1860-1930), un architetto ungherese, e Hermina Rössler. Ella si formò presso la colonia artistica di Nagybánya e completò i propri studi presso l'accademia di belle arti budapestina studiando presso István Réti e Oszkár Glatz tra il 1917 e il 1919. In questo periodo incontrò il pittore socialista Róbert Berény: al suo arresto, questi affidò a vari artisti, inclusa Erzsébet, i suoi studenti della scuola di pittura di Városmajor. Nel 1919 lavorò al fianco di Vilmos Aba Novák e Károly Patkó durante un seminario, per poi unirsi alla cerchia di István Szőnyi. Erzsébet Korb aveva 17 anni quando tre sue tele vennero esposte durante una mostra.
Nel 1920 abbandonò il protestantesimo e si convertì al cattolicesimo romano. Nel 1924 fece un viaggio di studio in Italia e l'anno successivo organizzò una mostra a Roma. Korb si sposò con János Tímár, ma quest'ultimo la lasciò dopo essersi invaghito della sorella minore, Flóra, con la quale si sarebbe risposato. Questo evento fu un colpo durissimo per la giovane pittrice, dal quale non si riprese più. Ella infatti morì il 17 ottobre 1925, a soli 26 anni, forse di cancro all'utero o a causa della sua presunta dipendenza dalla morfina. Una mostra retrospettiva le venne dedicata nel 1927. La sua tomba è situata nel cimitero di Fiumei Úti.

## Temi

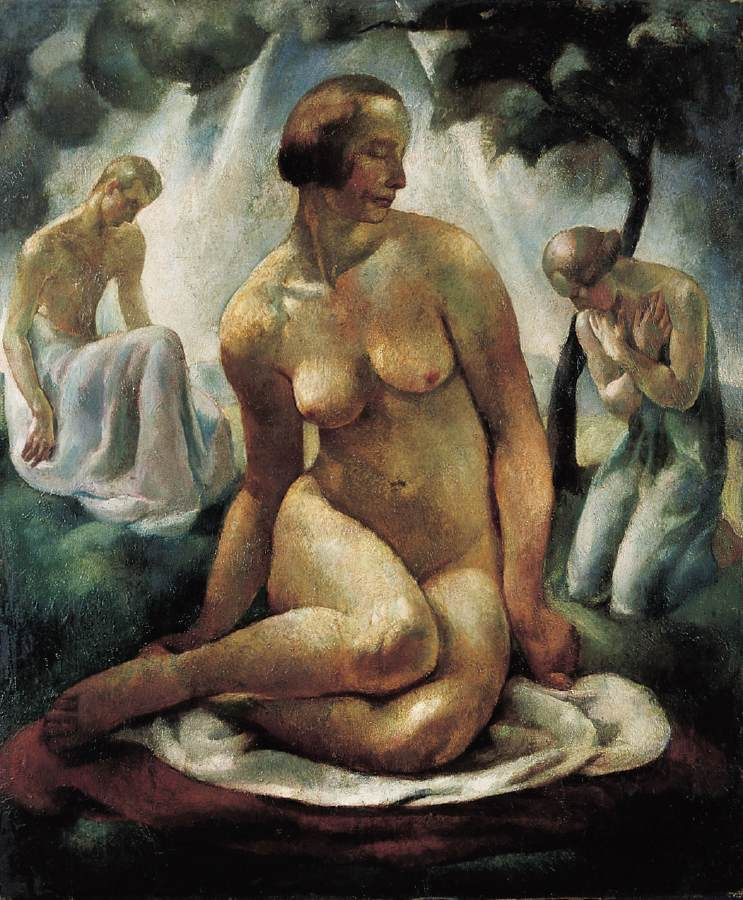
Devozione, 1923

I dipinti di Erzsébet Korb, il cui stile è stato accostato al neoclassicismo ungherese o al simbolismo, spesso raffigurano dei soggetti nudi dalla corporatura robusta, attraverso i quali l'artista intende raffigurare delle allegorie, come evidenziano i titoli delle opere. I corpi sembrano quasi essere circondati da una sorta di luce spirituale, come se Korb volesse evidenziare la magnificenza dell'uomo.
I personaggi maschili sono caratterizzati da una certa androginia, mentre quelli femminili reclinano il capo verso il basso, come a simboleggiare l'isolamento e la rassegnazione.
Spesso Korb si autoritrasse nelle figure femminili dai capelli corti che appaiono nei suoi quadri, come la figura al centro dell'opera Devozione. Questo stesso autoritratto di nudo venne poi scolpito nella pietra da Zsigmond Kisfaludi Stróbl per la sua tomba.

## Opere

### Dipinti
- Alter ego (Alterego), 1920

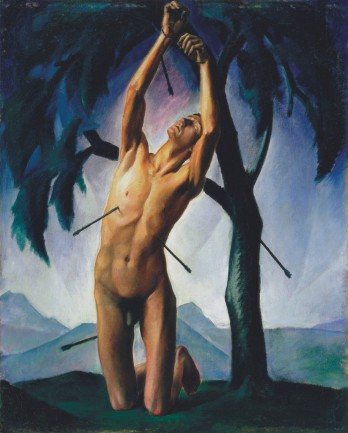
San Sebastiano, 1921 circa

- Ritratto di donna (Női portré), 1921
- Donna seduta (Ülő nő), 1921
- Nudi (Aktok), 1921
- San Sebastiano (Szent Sebestyén), 1921 circa
- Autoritratto (Önarckép), 1921
- Terra promessa (Ígéret földje), 1922
- Maggio o Coppia umana (Május/Emberpár), 1923
- Devozione (Áhitat), 1923
- Rivelazione (Kinyilatkoztatás), 1923
- Ritratto di ragazza o Pensatrice (Leányarckép/Gondolkodó), 1923
- Ritratto d'uomo o József Pécsi (Férfiarckép/Pécsi József), 1923
- Pietà (Pieta), 1923
- Paesaggio (Tájkép), 1923
- Danaidi (Danaidák), 1925

### Disegni
- Nudo in piedi (Álló akt), 1920
- Nudo disteso (Fekvő akt), 1922
- Rivelazione (Kinyilatkoztatás), 1923
- Nudi all'aria aperta (Aktok a szabadban), 1923

## Galleria d'immagini

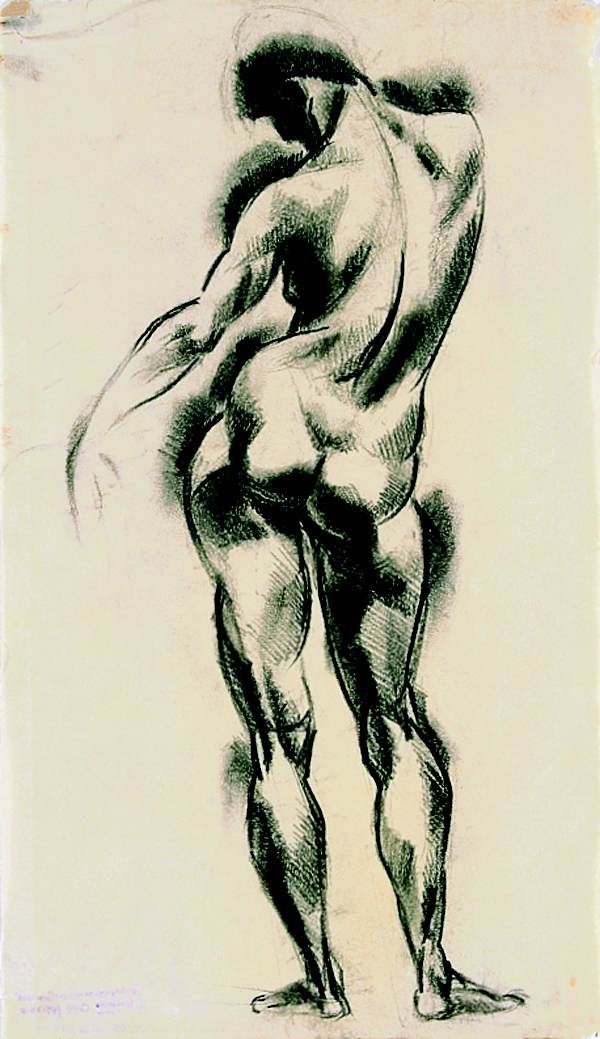
Nudo in piedi, 1920
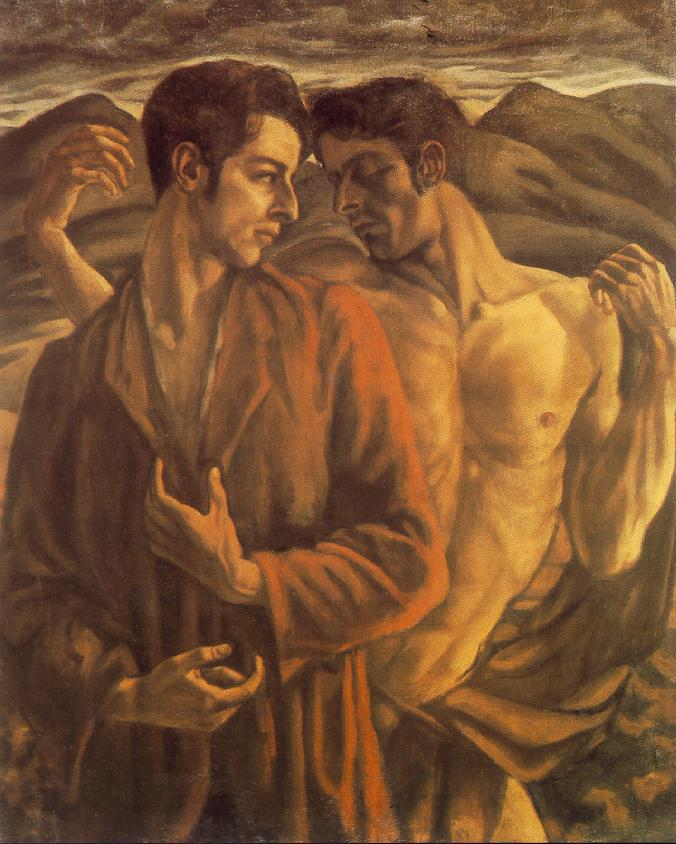
Alter ego, 1920
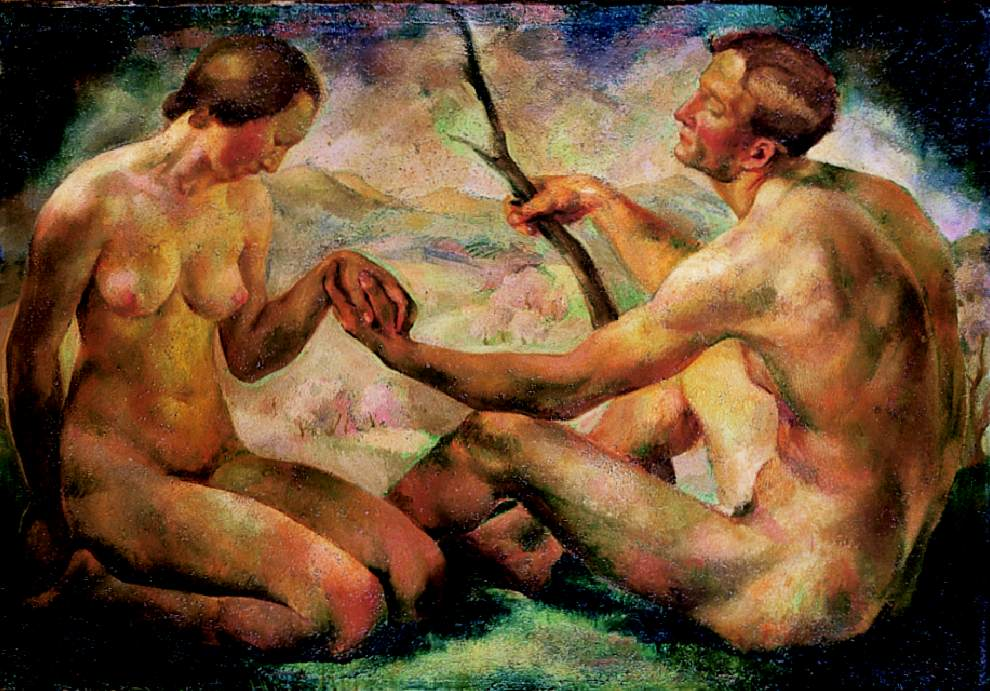
Maggio (Coppia umana), 1923